# Escravidão na América Latina

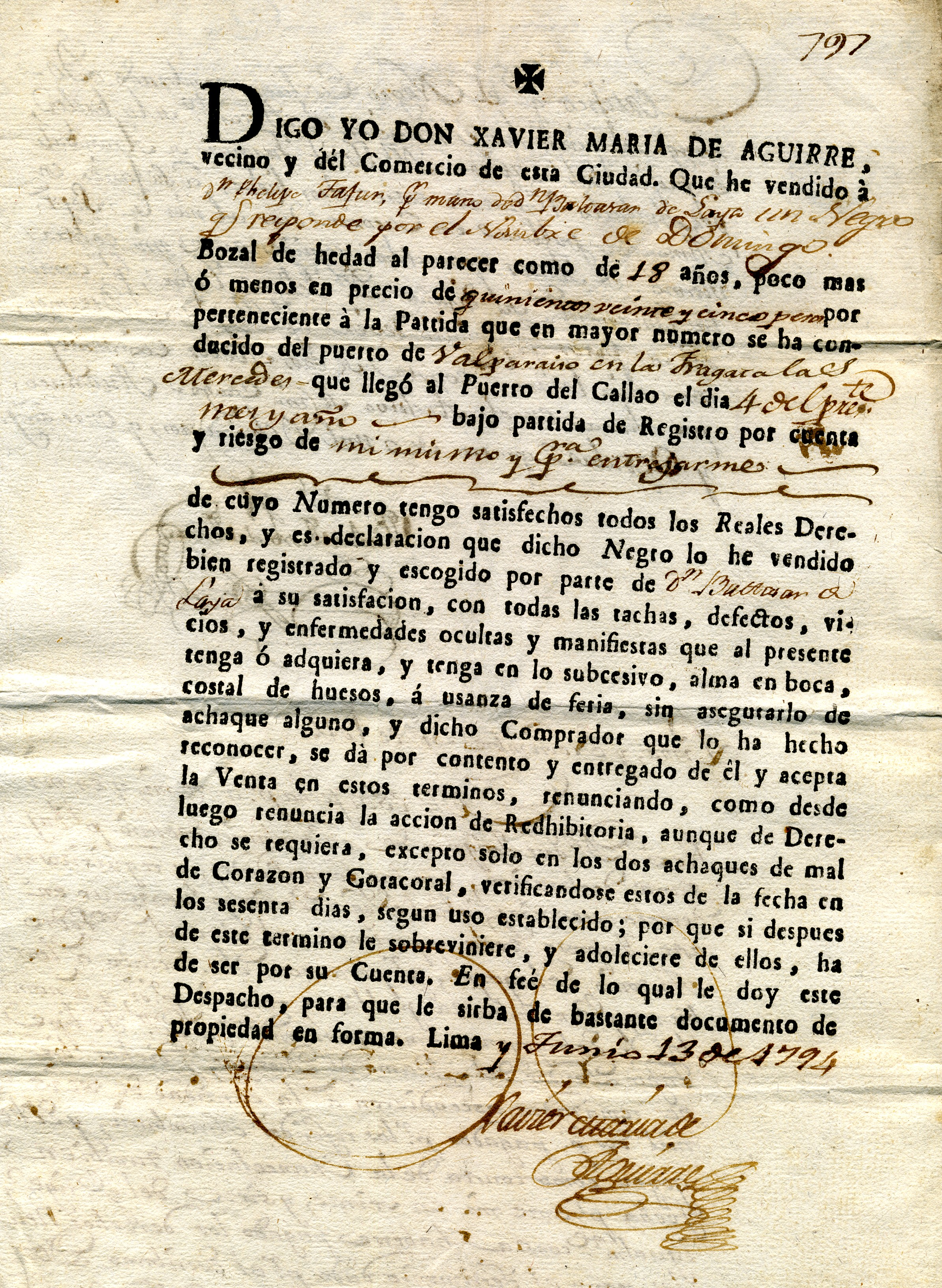
Contrato escravagista Lima/Peru 13.10.1794.

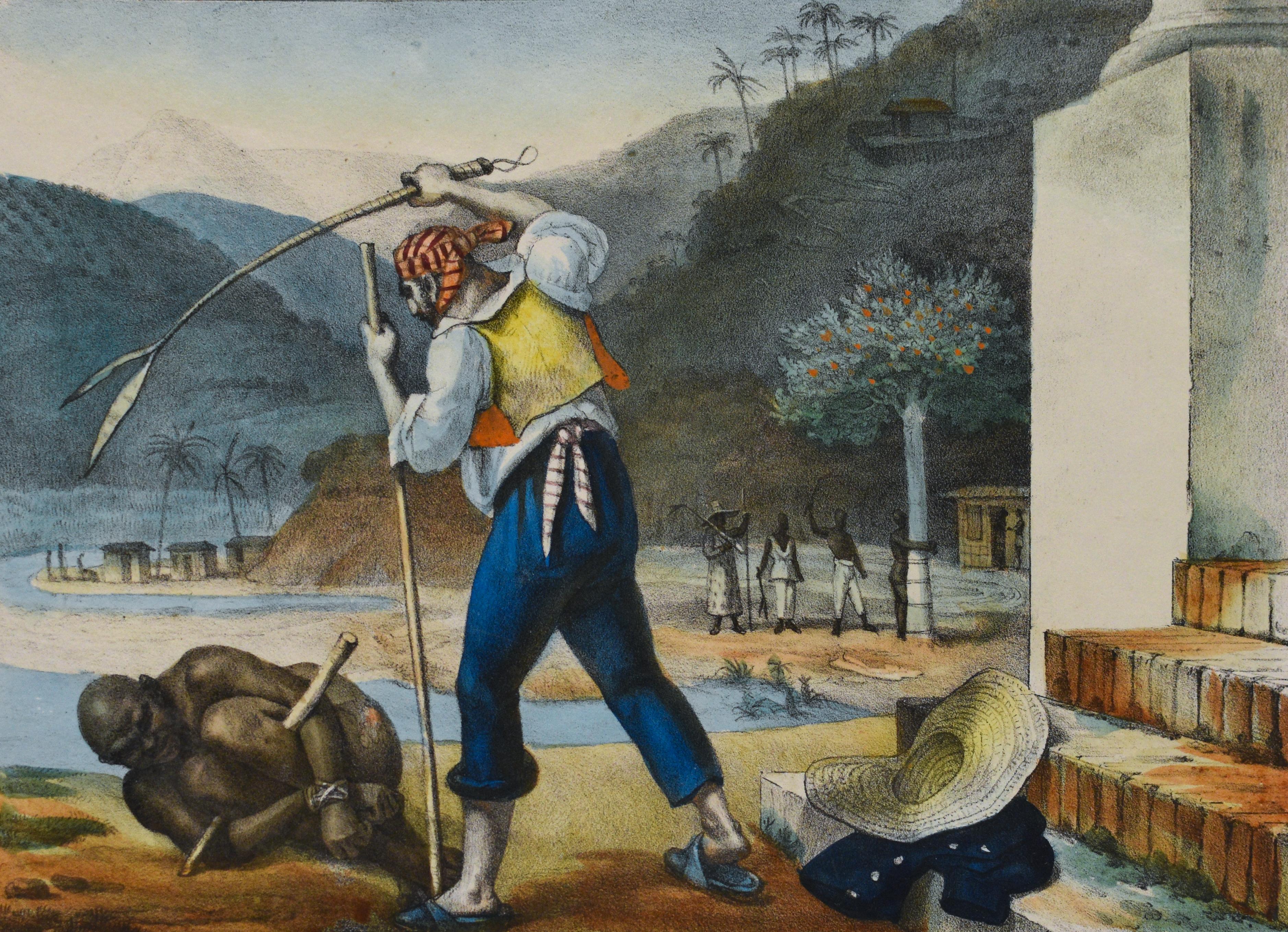
Escravidão no Brasil.

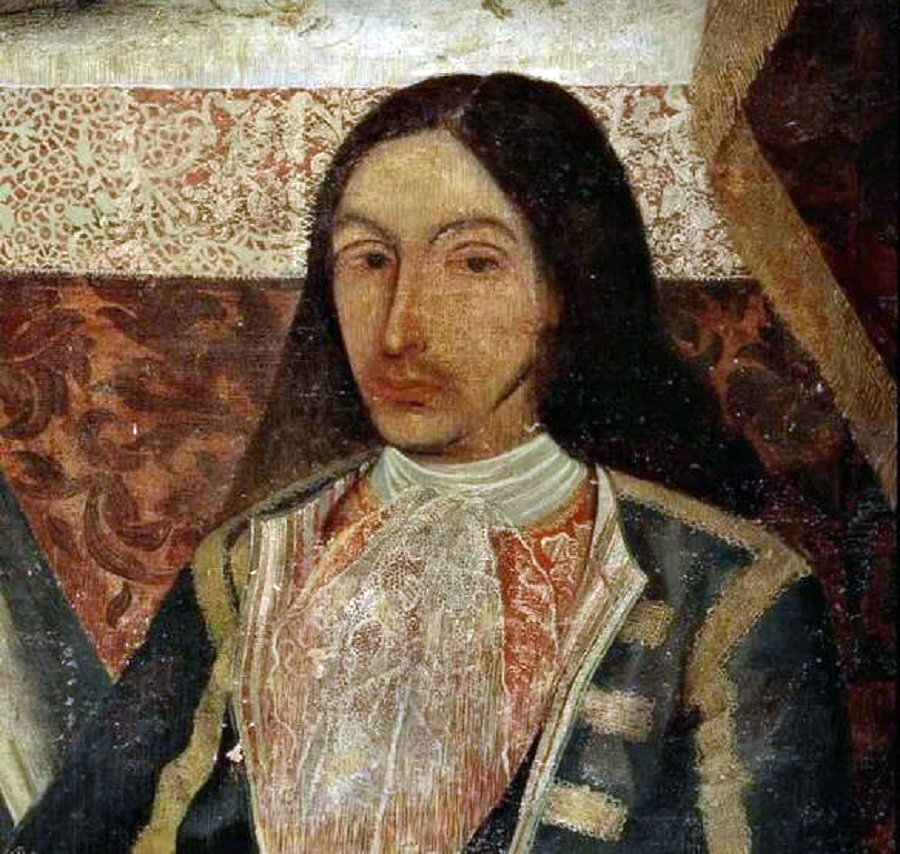
O espanhol Amaro Pargo, um dos mais famosos corsários da Época Dourada da Pirataria, participou do comércio de escravos africanos na América Hispânica.

A partir da descoberta do continente americano pelos europeus em 1492, o continente foi submetido a uma exploração brutal de seus bens. Para extrair os recursos naturais, os ameríndios foram sacrificados em massa, a exemplo nas Antilhas, onde o extermínio foi completo. Assim, foi iniciada a escravidão na América latina, primeiros com os habitantes nativos, mais tarde, com os africanos trazidos para o Novo Mundo.
Com a introdução das Leis Novas de Carlos V, foi proibido o tratamento de índios como bichos (burros de carga), pelo menos na teoria. Como já não sobraram tantos indígenas depois das várias epidemias, começaram a importar escravos da África, já que a demanda por oferta de trabalho ainda continuava a crescer. Inclusive o frei Bartolomé de las Casas recomendava a escravidão dos africanos para aliviar a dura sorte dos índios.
Em 1518, a Coroa espanhola deu a primeira licença para introduzir 3 mil homens às Índias durante oito anos. Este foi o primeiro daqueles asientos de negros, que por muito tempo foram uma sangrenta e lucrativa fonte de ingresso para os gerentes da Europa. Além do negócio oficial, o contrabando de escravos também era feito, na maioria das vezes por piratas e comerciantes não católicos.
A princípio, o comércio foi controlado pelos portugueses, os quais já haviam exportado escravos do Congo desde 1441. Os portugueses seguiram sendo os mercadores de escravos de maior destaque até o começo do século XVII, quando são superados pelos neerlandeses, franceses e ingleses.
No ano de 1713, a British South Sea Company obteve o asiento indefinido como compensação pela Guerra da Sucessão Espanhola. Em 1789, foi permitido o livre comércio de escravos para todas as nações. Em Cuba, então parte do Império Espanhol, a escravidão foi legal até 1886 e, no Brasil, foi até 1888.

## Métodos e efeitos da escravização dos africanos

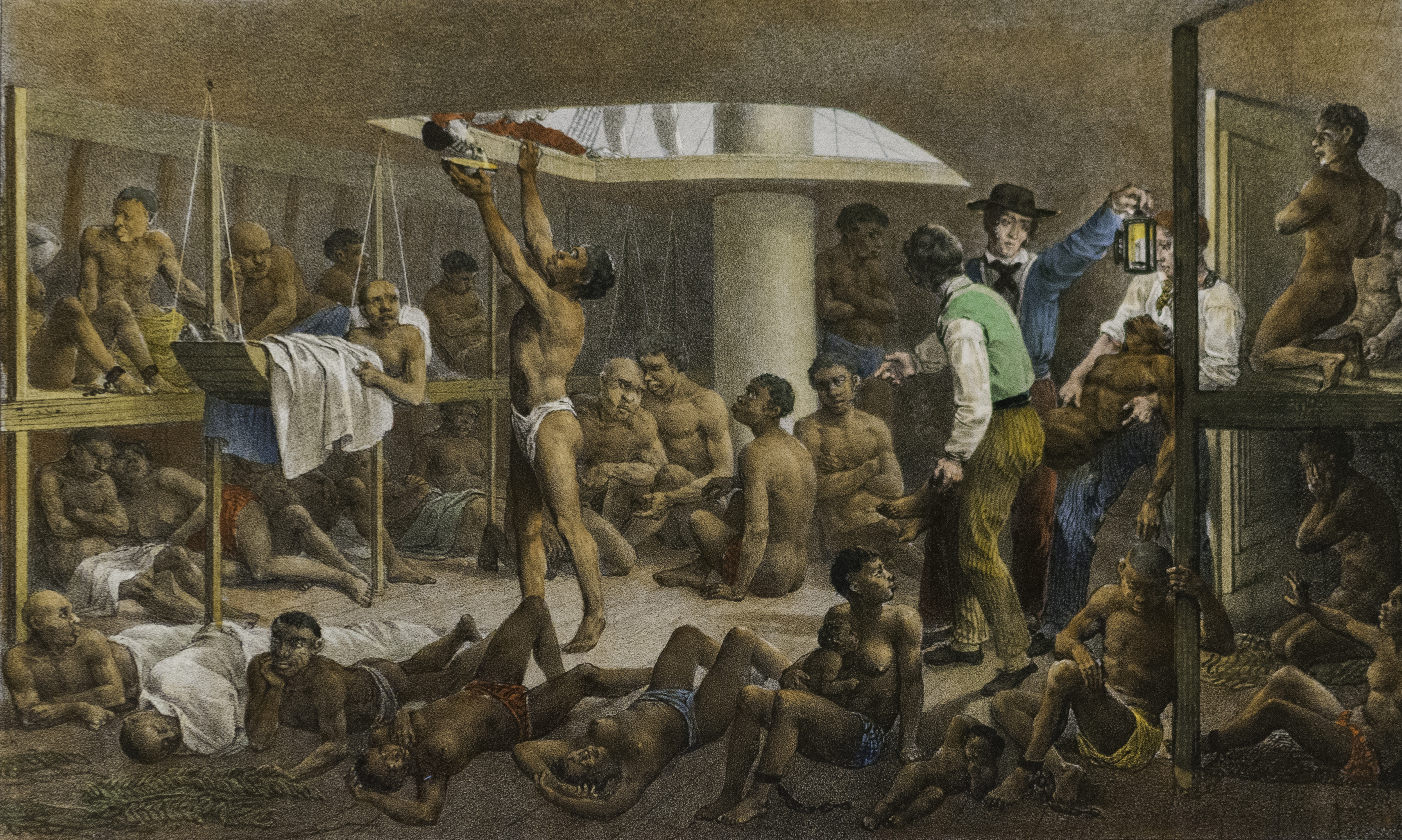
Navio negreiro, de Johann Moritz Rugendas. Escravos em um porão de embarcação.

Os negreiros realizaram o chamado "comércio triangular". Pegavam rum, tabaco e armas da Europa para trocar por escravos e marfim na África e depois vender os escravos com lucros na América, onde partiam com matéria-prima e minérios para Europa. Durante o tráfico negreiro, cerca de metade dos escravizados morriam.
Não há cifras exatas sobre a quantidade de vítimas das atrocidades cometidas. Estudiosos afirmam que entre os séculos XVI e XIX, um total de cem milhões de pessoas foram deportadas ou morreram durante o tráfico. Esta cifra refere-se ao tráfico total (ocidental e oriental), contando também os mortos das guerras de escravização. Estimativas do número de escravos que foram transportados para as Américas alcançam os quatorze milhões (13.750.000).

## Resistência
É quase inimaginável o que aqueles homens e mulheres sofreram nas mãos dos capturadores, mercadores, compradores, donos e feitores. Ainda que fossem vistos, comparados e usados como objetos, sem direitos humanos ou qualquer outro, sempre resistiram a essa forma de existência indigna de se tratar um ser humano. Os amos brancos empregaram todo tipo de castigo físico, além de toda a crueldade da Inquisição. O único "amparo" daquelas pessoas maltratadas foi o fato que com marcas de castigo, o valor era diminuído.
Assim, com pouco a perder e liberdade a ganhar, muitos escravos rebelaram-se contra seus "donos". Começando com métodos civis como o grito ou o canto noturno, inclusive realizaram greves ou sabotaram as máquinas dos seus atormentadores. Muitas vezes fugiam sozinhos ou até levavam junto os outros da senzala da fazenda onde viviam e até mesmo de outras. E também não era sempre que os senhores sobreviviam ao escravos que se rebelavam. Os que escapavam trataram de formar aldeias e fortificações para sobreviver. Esses lugares de resistência à escravidão são chamados de quilombos. As primeiras rebeliões já começaram no século XVI.

Toussaint Louverture, liderou a mais gigantesca revolta de escravos da história da América comandando um exército em busca da independência do Haiti.

Os africanos constituíram a maioria da população em muitas partes da colônia. Um exemplo é Porto Rico em 1530: 327 europeus e 2292 africanos. Geralmente, a população africana foi a mais "forte" no Caribe por causa a eliminação completa dos povos pré-colombianos e o duro trabalho nas plantações de cana-de-açúcar. Assim, era possível se formar verdadeiros "reinos": o Quilombo dos Palmares, nove grandes quilombos organizados no Nordeste do Brasil, tem suas raízes no ano de 1602 e foi derrotado por traição pelos portugueses em 1694.
As rebeliões às vezes se convertiam em revoluções: em 1791, os escravos do Haiti se amotinaram e declararam sua independência em 1804, como primeiro país de toda a América Latina.